# Chedeville
Chedeville je priimek več oseb:
- Charles-Joseph Chedeville, francoski general
- Nicolas Chédeville, francoski glasbenik